# Elizabeth Marshall Thomas
 (février 2024).
Elizabeth Marshall Thomas, née le 13 septembre 1931 à Boston, est une ethnologue et autrice américaine. Elle reçoit la Bourse Guggenheim en 1962 pour ses études anthropologiques et culturelles. Elle vit à Peterborough, dans le New Hampshire.

## Biographie
Elizabeth Marshall Thomas est la fille de Laurence K. Marshall, un entrepreneur, et de Lorna Marshall, une professeure d’anglais. En 1922, son père co-fonde, à côté du Massachusetts Institut of Technology, l'entreprise de technologies Raytheon, dont les premiers succès ont été la conception de tubes électroniques. Elle a ensuite fabriqué des équipements d'armement pendant la Seconde Guerre mondiale. Ces innovations conduiront à l'invention des premiers fours à micro-ondes. L'entreprise continue sa production dans le secteur militaire, l'armement et les technologies spatiales.
Elizabeth Marshall Thomas étudie au Smith College en 1949. À partir de 1950, lorsque son père prend sa retraite, elle se rend à plusieurs reprises, avec des ethnologues et des biologistes dans le désert africain du Kalahari pour étudier les !Kung (Jũ/wãsi), une tribu des San. Lorna, la mère d'Elizabeth Marshall Thomas, étudie l’ethnologie et publie deux ouvrages sur les Juwa. Laurence Marshall passe des années à soutenir les San dans leurs relations avec les autorités. Ce travail est poursuivi par la suite par son fils, John.
Elizabeth Marshall Thomas retourne au Smith College, où la future poétesse Sylvia Plath étudie aussi. Elle entre ensuite au Radcliffe College et commence à écrire sur ses expériences en Afrique. Elle reçoit un prix, pour un court récit sur la culture San, au concours de nouvelles de Mademoiselle’s short story, en 1954,. Un éditeur lui demande alors de publier un livre sur ce sujet.
Cependant, la publication du livre est retardée lorsqu’elle épouse Stephen Thomas, historien et conseiller politique. Elle met de côté ses propres intérêts au profit des études de son mari et à leurs deux enfants, ce qu'elle qualifie de caractéristique des années 1950. 
En 1959, après la naissance de son second enfant, elle publie son livre, The Harmless People. Les critiques s’étonnent de l’aisance et de la clarté de son style. Cet ouvrage est d'ailleurs aujourd'hui encore réimprimé. Elle effectue ensuite un séjour de recherche chez les populations indigènes du Botswana et un autre, d’un an, chez les Dodoth, des éleveurs de bétail en Ouganda, au sujet desquels elle publie Warrior Herdsmen en 1965.
En collaboration avec la biologiste Katy Payne, Elizabeth Marshall Thomas mène des recherches sur les éléphants dans des zoos américains et en Namibie. Ces travaux démontrent que les éléphants communiquent entre eux par infrasons. Elle participe également à une expédition sur l’île de Baffin, où elle observe des loups. Elle publie deux ouvrages sur la vie des sociétés à l’âge de pierre, Reindeer Moon (1987) et The Animal Wife (1990). Pour des raisons de marketing, l’éditeur compare Reindeer Moon avec les romans de Jean Auel. Elle prend cependant ses distances avec ces ouvrages qui, selon elle, idéalisent les sociétés de l’âge de pierre et projettent sur ces sociétés les attitudes des sociétés civilisées. Elle commence son travail sur Reindeer Moon avant la parution du premier ouvrage d’Auel (1980).
En 1993, Elizabeth Marshall Thomas réalise un travail sur les chiens domestiques, The Hidden Life of Dogs, fondé sur une observation attentive et traduite dans un langage clair. L’ouvrage figure pendant près de dix mois sur la liste des meilleures ventes du New York Times. Là encore, les critiques saluent une représentation très réaliste. Cependant, elle reçoit également des commentaires scandalisés de la part d’éleveurs de chiens qui l’accusent d’anthropomorphisme. Un an plus tard, The Tribe of Tiger : Cats and Their Culture, son ouvrage sur les félins, est publié. L’essentiel de ce livre repose sur l’observation des lions dans le Kalahari, et rapporte également comment leur comportement a changé après la réinstallation par le gouvernement namibien d’une partie de la population indigène.
En 2000, elle publie The Social Lives of Dogs : The Grace of Canine Company. Comme The Hidden Life of Dogs l’ouvrage se fonde sur l’observation de ses propres chiens et de ceux de ses voisins.

## Ouvrages
Elizabeth Marshall Thomas a écrit et publié :
- The Harmless People (1959)
  - dt. Meine Freunde, die Buschmänner : bei den Nomaden der Kalahari (1962)
- Warrior Herdsmen (1965)
- Reindeer Moon (1987)
- The Animal Wife (1990)
  - dt. Die Frau des Jägers (1995)
- The Hidden Life of Dogs (1993)
- The Tribe of Tiger : Cats and Their Culture (1994)
- Certain Poor Shepherds : a Christmas Tale (1996)
- The Social Life of Dogs (2000)
- Wild Discovery Guide to Your Cat: Understanding and Caring for the Tiger Within (2000)
- The Old Way: A Story of the First People (2006)
- The Hidden Life of Deer (2009)